# Bartolomeo d'Albertis
Bartolomeo d'Albertis (Altri, 1840 — Génova, 26 de maio de 1937) foi um engenheiro e empresário italiano.

## Biografia
Era filho de Filippo D'Albertis e de Violantina Giusti, irmão do capitão Enrico Alberto d'Albertis, navegador, e primo de Luigi Maria d'Albertis, explorador.
Licenciou-se em engenharia em Liège. Casou com a belga Elisabeth Louest aos 24 anos. Em Génova e Voltri, prosseguiu e desenvolveu as actividades tradicionais da família nos sectores do papel, dos moinhos e da lã,, com fábricas no vale de Leira.
A sua empresa, a Filatura di Lana Pettinata di Voltri, era especializada em fios para tecidos de corte, malhas, meias e cachecóis. Em 1975, altura em que a indústria italiana da lã estava muito atrasada em relação à Inglaterra e à França em termos de qualidade, Voltri era uma das seis únicas localizações em Itália onde era produzido o fio de lã pettinato, muito mais valioso do que o cardato. Esta fábrica em 1896 foi cedida ao empresário Valerio Massimo Bona.
Por volta de 1870, Bartolomeo d'Albertis adquiriu a propriedade Centurione na colina Crevari, transformando a Villa no que é ainda hoje a Villa d'Albertis. 
A família d'Albertis desempenhou um papel importante no mundo cultural genovês, muito aberto às experiências internacionais. Com o seu irmão Enrico Alberto d'Albertis, foi um dos primeiros a aperceber-se da importância paleontológica da Caverna delle Fate em Finale Ligure.
Bartolomeo d'Albertis é autor de uma obra em verso intitulada Albertiade, contando a história da família D'Albertis desde o século XVI até ao século XX e de uma coleção de impressões poéticas (Impressioni poetiche), com sonetos e outros poemas compostos ao longo da sua vida até 1923, que pode ser lida em Génova na Biblioteca civica Berio. Uma miscelânea póstuma com poemas também em dialeto genovês foi publicada sob o título Barmeo d'Albertis.
Morreu em maio de 1937 e está sepultado em Génova na Cimitero di Staglieno.